# Estreito de Bohai

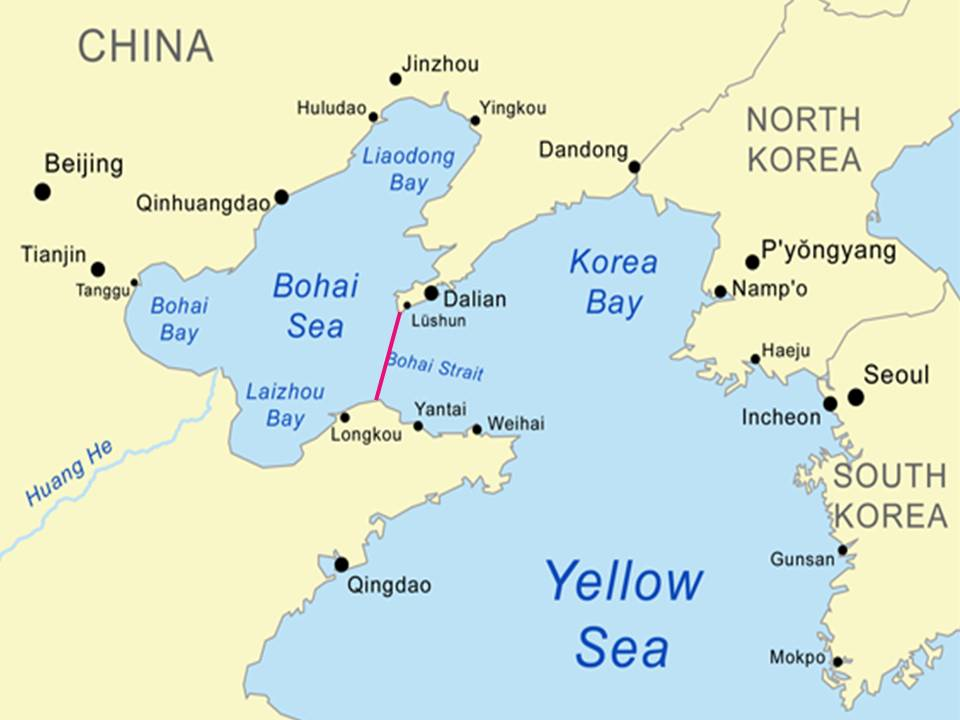
Localização do Túnel do Estreito de Bohai, em estudo

O estreito de Bohai é um estreito no mar de Bohai entre a península de Liaodong e a península de Shandong. Tem 45 milhas náuticas de largura
Está em estudo a construção de um gigantesco túnel que permita ligar as duas penínsulas, o Túnel do Estreito de Bohai, reduzindo o tempo de viagem entre Dalian e Yantai.